# Marañónmyggsnappare
Marañónmyggsnappare (Polioptila maior) är en fågelart i familjen myggsnappare inom ordningen tättingar.

## Utbredning och systematik
Fågeln förekommer enbart i norra Peru. Den kategoriserades tidigare som underart till Polioptila plumbea, men urskiljs sedan 2016 som egen art av Birdlife International och IUCN, sedan 2024 även av IOC.

## Status
Den kategoriseras av IUCN som livskraftig.